# Dunadry
Dunadry är en ort i Storbritannien.   Den ligger i riksdelen Nordirland, i den västra delen av landet, 500 km nordväst om huvudstaden London. Dunadry ligger 87 meter över havet och antalet invånare är 430.
Terrängen runt Dunadry är platt västerut, men österut är den kuperad.Runt Dunadry är det ganska glesbefolkat, med 38 invånare per kvadratkilometer. Närmaste större samhälle är Belfast, 16,4 km sydost om Dunadry. Trakten runt Dunadry består i huvudsak av gräsmarker.